# Hocine Benachenhou
 (mai 2012).
Si vous disposez d'ouvrages ou d'articles de référence ou si vous connaissez des sites web de qualité traitant du thème abordé ici, merci de compléter l'article en donnant les références utiles à sa vérifiabilité et en les liant à la section « Notes et références ».
Hocine Benachenhou (arabe :  حسين بن اشنهو  ), né le 9 décembre 1898 à Tlemcen et mort le 16 mars 1979, ami de Messali Hadj, est un homme politique algérien, acteur de l'indépendance algérienne.

## Biographie
Hocine Benachenhou émigre en France après la Première Guerre mondiale. Ami d'enfance de Messali Hadj, il assiste en sa compagnie à la conférence que donne l'émir Khaled, salle des ingénieurs civils en 1924, et commence à se passionner pour l'action politique en faveur de l'indépendance de l'Algérie. 
Il accompagne Messali dans sa rupture avec le PCF, et participe à la "renaissance" de l'Étoile en 1933, dont il devient membre du comité directeur.  C'est à son domicile, 23 rue Vincent dans le treizième arrondissement de Paris, que se tient une réunion en 1934 qui décide du choix définitif des couleurs du drapeau algérien : vert, blanc et rouge représentant les trois confectionné par Émilie Busquant, compagne de Messali Hadj, qui a cousu le drapeau national en 1929 à Tlemcen, avant qu’il ne soit transporté à Alger, où il flottera durant le match au stade de Belcourt, en 1936, avec tout ce que cela symbolisait dans le contexte politique de l’époque. 
Il rejoint le Parti du peuple algérien (PPA) en 1937 et le Mouvement pour le triomphe des libertés démocratiques (MTLD) en 1946.